# ISCSI
iSCSI (kratica za Internet Small Computer System Interface) je protokol, ki zazna mrežni disk kot disk, ki je direktno priklopljen na računalnik, vendar računalnik dostopa do tega virtualnega diska preko omrežne povezave. Sistem lahko najdemo v NAS strežnikih (WD My Cloud EX2, WD My Cloud EX4,...). Na windows 7 in 8  je gonilnik za ta protokol nameščen, na IOS (Apple Operating System) pa ga je treba dokupiti.